# Metadromips banksiae
Metadromips banksiae är en spindeldjursart som först beskrevs av D. McMurtry och Schicha 1987.  Metadromips banksiae ingår i släktet Metadromips och familjen Phytoseiidae. Inga underarter finns listade i Catalogue of Life.